# Steel Cup 2015
 Druhý ročník Steel Cupu  v ledním hokeji se konal od 11. do 14. srpna 2015. Utkání se hrála v Třinci a v Ostravě. Turnaje se zúčastnila čtyři mužstva, která se utkala jednokolově systémem každý s každým.

## Výsledky a tabulka
|    |                         | Z | B | V | VP | PP | P | VG | OG | +/- |
| 1. | Torpedo Nižnij Novgorod | 3 | 8 | 2 | 1  | 0  | 0 | 13 | 8  | +5  |
| 2. | HC Oceláři Třinec       | 3 | 5 | 1 | 1  | 0  | 1 | 10 | 8  | +2  |
| 3. | HC Vítkovice Steel      | 3 | 3 | 0 | 1  | 1  | 1 | 8  | 11 | -3  |
| 4. | HC Košice               | 3 | 2 | 0 | 0  | 2  | 1 | 8  | 12 | -4  |

## Výsledky
| Utkání   | Datum     | Domácí                     | Výsledek | Hosté                           |
| -------- | --------- | -------------------------- | -------- | ------------------------------- |
| 1.utkání | 11.8.2014 | Česko - HC Oceláři Třinec  | 3:4      | Rusko - Torpedo Nižnij Novgorod |
| 2.utkání | 12.8.2014 | Česko - HC Vítkovice Steel | 4:3 PP   | Slovensko - HC Košice           |
| 3.utkání | 13.8.2014 | Česko - HC Vítkovice Steel | 2:5      | Rusko - Torpedo Nižnij Novgorod |
| 4.utkání | 13.8.2014 | Česko - HC Oceláři Třinec  | 4:2      | Slovensko - HC Košice           |
| 5.utkání | 14.8.2014 | Slovensko - HC Košice      | 3:4 PP   | Rusko - Torpedo Nižnij Novgorod |
| 6.utkání | 14.8.2014 | Česko - HC Oceláři Třinec  | 3:2 SN   | Česko - HC Vítkovice Steel      |